# Ayía Roúmeli
Ayía Roúmeli (Agia Roumeli) är en ort i Grekland.   Den ligger i prefekturen Nomós Chaniás och regionen Kreta, i den södra delen av landet, 300 km söder om huvudstaden Aten. Ayía Roúmeli ligger 10 meter över havet och antalet invånare är 125.
Terrängen runt Ayía Roúmeli är huvudsakligen bergig, men åt sydost är den kuperad. Havet är nära Ayía Roúmeli söderut.  Närmaste större samhälle är Chóra Sfakíon, 16,4 km öster om Ayía Roúmeli. 